# Dollaro liberiano
Il dollaro liberiano (codice ISO LRD) è la valuta della Liberia dal 1943. Il dollaro è stata anche la valuta di questo stato tra il 1847 ed il 1907. Normalmente è abbreviato con il simbolo di dollaro $, o in alternativa con L$ per distinguerlo da altre valute con lo stesso nome. La moneta è suddivisa in 100 cent.
Per tutta la storia della repubblica fino al 1960, la variazione iconografica sul recto di alcuni valori era caratterizzata da un volto raffigurante la personificazione del paese: come risultato dell'impronta statunitense e quindi occidentale, essa fu talmente forte che inizialmente si scelse di adottare l'effigie di una donna di razza bianca; solo da quell'anno venne sostituita da una donna africana.

## Primo dollaro

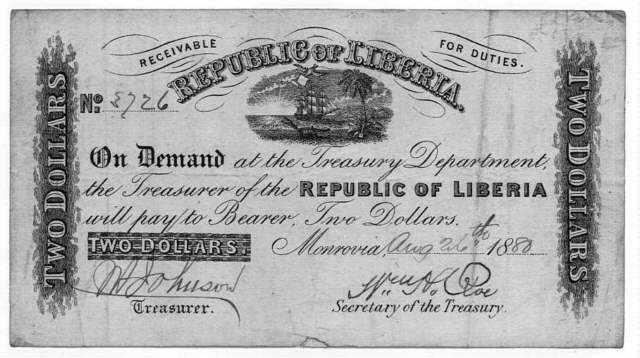
Dollaro liberiano del XIX secolo

Il primo dollaro liberiano fu emesso nel 1847. Aveva un tasso fisso di cambio alla pari con il dollaro statunitense e circolò accanto a questo fino al 1907, quando la Liberia adottò la sterlina dell'Africa occidentale, che era legata alla sterlina britannica.

### Monete
Nel 1847 furono coniate monete in rame da 1 e 2 cent e furono le uniche monete liberiane fino al 1896, quando fu emessa una serie completa costituita da pezzi 1, 2, 10, 25 e 50 cent. L'ultima emissione fu battuta nel 1906.

### Banconote
Il dipartimento del tesoro emise delle banconote tra il 1857 ed il 1880 con i valori da 10 e 50 cent e da 1, 2, 3, 5 e 10 dollari.

## Secondo dollaro
La valuta statunitense sostituì la sterlina dell'Africa orientale britannica in Liberia nel 1935. Dal 1937 la Liberia emise le sue monete che circolarono accanto a quelle statunitensi.
Alla fine degli anni 1980 le monete furono in gran parte sostituite da banconote di nuovo disegno da 5 $ modellate sui greenback(moneta) statunitensi degli anni 1860 (banconote "J. J. Roberts"). Il disegno fu modificato durante la guerra civile del 1990-2004 per mettere fuori corso le banconote rubate alla banca centrale della Liberia. Ciò creò due zone monetarie: le nuove banconote "Liberty" avevano corso legale nelle aree controllate dal governo (essenzialmente Monrovia), mentre le vecchie banconote avevano corso legale nelle aree non-governative.
Dopo l'elezione del governo di Charles Taylor nel 1997 fu introdotta una nuova serie di banconote.

### Monete
Nel 1937 furono emesse monete nei tagli da ½, 1 ed 2 cent. Le monete aumentarono con i pezzi da 1, 5, 10, 25 e 50 cent e da 1 dollaro. Il pezzo da 5 dollari fu coniato nel 1982 e nel 1985.

### Banconote
Nel 1989 fu immessa una banconota da 5 dollari con il ritratto di J. J. Roberts, il primo presidente della Liberia. Queste banconote erano note con il nome di banconote "J. J. Roberts". Nel 1991 furono emesse banconote simili con lo stemma della Liberia al posto del ritratto. Queste sono note con il nome di banconote "Liberty". Nel 1997 sono state emesse nuove banconote con i valori da 5, 10, 20, 50 e 100 dollari. Nel 2006 sono state emesse nuove banconote, nei medesimi tagli, con l'aggiunta del pezzo da 500 dollari.